# Rebase (Kambja)
Rebase is een plaats in de Estlandse gemeente Kambja, provincie Tartumaa. De plaats heeft de status van dorp (Estisch: küla) en telt 116 inwoners (2021).
Rebase heeft een halte aan de spoorlijn Tartu - Petsjory.

## Geschiedenis
Rebase werd voor het eerst genoemd in 1900 als veehouderij op het terrein van het landgoed van Vana-Kuuste. In de late jaren twintig van de 20e eeuw ontstond in het gebied dat vroeger de veehouderij was een nederzetting.